# Felix Hell
Felix Hell (* 14. September 1985 in Frankenthal/Pfalz) ist ein deutscher Organist.

## Ausbildung
Felix Hell wuchs in Laumersheim auf. Den ersten Klavier- und Orgelunterricht erhielt er im Alter von sieben Jahren. Bereits nach wenigen Monaten, am Ostersonntag 1994, gestaltete er seinen ersten Gottesdienst, ein katholisches Osterhochamt, an der Voit-Orgel der Laurentiuskirche im Nachbarort Dirmstein. 1995 absolvierte er die D-Prüfung als Kirchenmusiker, 1997 wurde er als zwölfjähriger Jungstudent an der Hochschule für Kirchenmusik in Heidelberg aufgenommen. Acht Mal war er Erster Preisträger beim Wettbewerb Jugend musiziert.
Bereits während seiner Schulausbildung nahm Hell an zahlreichen Meisterkursen im In- und Ausland teil. 1999 erhielt er ein Vollstipendium an der Juilliard School in New York und siedelte in die Vereinigten Staaten über. Zwei Jahre später wurde ihm ein Vollstipendium am Curtis Institute of Music in Philadelphia zuteil, wo er 2004 das Konzertexamen ablegte und das Diplom als Bachelor of Musical Arts erwarb.
2004 nahm Hell ein Zusatzstudium am Peabody Institute der Johns Hopkins University in Baltimore (Maryland) auf. Seine bisherigen Abschlüsse waren dort 2007 das Solisten-Diplom Graduate Artist Diploma und 2008 das Diplom Master of Musical Arts.

## Beruf
Hells internationale Konzerttätigkeit als Organist weist bereits mehr als 1000 Konzerte auf und führte ihn in zahlreiche Länder Europas und in Übersee. Darüber hinaus spielte er acht CDs ein.
Hell ist Mitglied der Gesellschaft der Orgelfreunde, der American Guild of Organists, der Organ Historical Society und der Organ Music Society of Sydney. Er ist Organ Artist Associate an der Saint Peter’s Church in Manhattan, New York, Distinguished Organist-in-Residence mit Lehrauftrag an der Lutherischen Theologischen Hochschule (Lutheran Theological Seminary) in Gettysburg, Pennsylvania, sowie Adjunct Assistant Professor für künstlerisches Orgelspiel am Sunderman Konservatorium, das zur Universität Gettysburg gehört.
Am 7. Januar 2020 in der Zwölf-Apostel-Kirche Frankenthal gab Hell sein 1000. Orgelkonzert.
Im Sommer 2023 zog Felix Hell mit seiner Frau und seine Tochter wieder in seine Heimatstadt Frankenthal.